# Alias (televisieserie)
Alias is een Amerikaanse televisieserie die in 2001 voor het eerst werd uitgezonden door ABC in de Verenigde Staten en in 2006 zijn vijfde en laatste seizoen kende. De serie werd ontworpen door J.J. Abrams (Felicity, Lost) en geproduceerd door Touchstone Television en Bad Robot.

## Verhaal

### Seizoen 1
Als Sydney Bristow aan de Universiteit studeert, krijgt ze een baan aangeboden bij SD-6, een geheime afdeling van de CIA. Wanneer haar vriend Danny haar ten huwelijk vraagt, vertelt ze hem de waarheid over haar dubbelleven als geheim agente. Hij wordt een dag later vermoord door SD-6 omdat er geen buitenstaanders over de geheime organisatie mogen weten. Op het moment dat er ook een aanslag op Sydney wordt gepleegd, schiet haar vader Jack Bristow haar te hulp en vertelt haar dat SD-6 geen onderdeel is van de CIA maar een afdeling is van de Alliance of Twelve, een terroristische organisatie. Sydney besluit naar de CIA te gaan. Ze wordt dubbelagente om informatie te stelen van SD-6 en door te spelen, om de Alliantie van de Twaalf te vernietigen. Ze krijgt daarbij de hulp van haar vader, Jack Bristow, ook dubbelagent maar met wie ze nooit veel contact heeft gehad en Michael Vaughn, de contactpersoon van de CIA.
Tijdens de missies staan de werken van Milo Rambaldi centraal, een Italiaanse profeet uit de 15e eeuw. Zijn projecten zijn technologisch revolutionair en wekken de interesse van verschillende terroristische organisaties. Bovendien bevatten zijn werken verschillende voorspellingen, waaronder een die ook Sydney betreft.
Ondertussen onderzoekt Will Tippin, een vriend van Sydney die journalist is, de moord op Danny. SD-6 komt op de hoogte van zijn onderzoek en wil hem elimineren, maar tegelijkertijd wordt hij gemanipuleerd door een organisatie die SD-6 wil saboteren. Aan het hoofd van die organisatie staat The Man, die uiteindelijk de moeder van Sydney blijkt te zijn: Irina Derevko, ex-agente van de KGB die naar de Verenigde Staten was gekomen om de CIA-agent Jack Bristow te bespioneren en geheime informatie door te spelen.

### Seizoen 2
Sydney slaagt erin om de Alliantie te vernietigen, maar eigenlijk was dit een plan van Sloane, die alles bedacht had met de hulp van Julian Sark, die al samengewerkt had met Sydneys moeder Irina. Sydney wordt daarna een fulltime agente voor de CIA om Arvin Sloane tegen te houden die alle artefacten van Rambaldi wil stelen.
Irina had zich onverwachts vrijwillig aangeboden aan de CIA, omdat ze spijt had van al haar daden, en wordt opgesloten. Ze geeft de CIA alle informatie die ze heeft en probeert de band met Sydney goed te maken. De echte reden dat ze zich had later arresteren was om informatie van de CIA te weten te komen om een belangrijk artefact te stelen. Tijdens een missie kan ze ontsnappen en brengt het belangrijk artefact naar Sloane om hun zoektocht naar Rambaldi te vervolledigen.
Ondertussen heeft Sydney een relatie met haar CIA-contactpersoon Michael Vaughn.
Tijdens de laatste aflevering ontdekt Sydney dat Francie, een vriendin die bij Sydney woonde, gekloond en vermoord is door Sloane. Ze vecht tegen de kloon en slaagt erin haar na een lang en gewelddadig gevecht te vermoorden. Ze verliest haar bewustzijn en wordt wakker in Hongkong en verneemt van Vaughn dat ze gedurende twee jaar vermist was en dat Vaughn ondertussen getrouwd is.

### Seizoen 3
Sydney probeert te ontdekken wat er de afgelopen twee jaar met haar is gebeurd, maar ze kan zich niets meer herinneren. Na enig onderzoek komt ze te weten dat ze vast werd gehouden door The Covenant om het slotplan van Rambaldi te controleren. Tijdens haar onderzoek ontdekt ze dat ze een halfzus Nadia heeft die de dochter is van Irina en Sloane. Op het einde van het seizoen komt uit dat Lauren Reed, de echtgenote van Vaughn, een dubbelagente is voor de Covenant. Ze wordt vervolgens door hem vermoord, maar geeft nog een code van een Zwitserse kluis door. Sydney gaat ernaartoe en komt te weten dat een dossier over haar gemaakt werd, ondertekend door haar vader.

## Rolverdeling

### Hoofdrollen
- Jennifer Garner - Sydney Bristow
- Michael Vartan - Michael Vaughn/Andre Michaux
- Victor Garber - Jack Bristow
- Ron Rifkin - Arvin Sloane
- Carl Lumbly - Marcus Dixon
- Kevin Weisman - Marshall Flinkman
- Greg Grunberg - Eric Weiss
- David Anders - Julian Sark
- Merrin Dungey - Francie Calfo/Allison Doren (seizoen 1-2)
- Bradley Cooper - Will Tippin (seizoen 1-2)
- Mía Maestro - Nadia Santos (seizoen 3-4)
- Lena Olin - Laura Bristow/Irina Derevko (seizoen 2)
- Melissa George - Lauren Reed (seizoen 3)
- Rachel Nichols - Rachel Gibson (seizoen 5)
- Balthazar Getty - Thomas Grace (seizoen 5)

### Bijrollen
| - Amy Acker - Kelly Peyton - Angela Bassett - Hayden Chase - Patrick Bauchau - Aldo Desantis - Tobin Bell - Karl Dreyer - Peter Berg - Noah Hicks - Élodie Bouchez - Renée Rienne - Sônia Braga - Sophia Vargas / Elena Derevko - David Carradine - Conrad - David Cronenberg - Dr. Brezzel | - Faye Dunaway - Ariana Kane - Amanda Foreman - Carrie Bowman - Vivica A. Fox - Toni Cummings - Kurt Fuller - Robert Lindsey - Rutger Hauer - Anthony Geiger - Ethan Hawke - James L. Lennox - Djimon Hounsou - Kazari Bomani - Joel Grey - Arvin Cloane / Ned Bolger - Amy Irving - Emily Sloane - Roger Moore - Edward Poole | - Terry O'Quinn - Kendall - Isabella Rossellini - Katya Derevko - Angus Scrimm - Calvin McCullough - Sarah Shahi - journaliste Jenny - Christian Slater - Neil Caplan - Joey Slotnick - Steven Haladki - Quentin Tarantino - McKenas Cole - Justin Theroux - Simon Walker - Gina Torres - Anna Espinosa - Patricia Wettig - Dr. Judy Barnett |

## Afleveringen
Zie: Lijst van afleveringen van Alias